# Скидмор (Тексас)
Скидмор (енгл. Skidmore) насељено је место без административног статуса у америчкој савезној држави Тексас.

## Демографија
По попису из 2010. године број становника је 925, што је 88 (-8,7%) становника мање него 2000. године.
| Група             | 2000.       | 2010.       |
| Белци             | 403 (39,8%) | 313 (33,8%) |
| Афроамериканци    | 29 (2,9%)   | 21 (2,3%)   |
| Азијати           | 6 (0,6%)    | 3 (0,3%)    |
| Хиспаноамериканци | 571 (56,4%) | 581 (62,8%) |
| Укупно            | 1.013       | 925         |